# Viktor Sajarov
Víktor Víktorovich Sájarov (en ruso: Виктор Викторович Сахаров; 20 de julio de 1848 en Moscú - 22 de noviembre de 1905 en Sarátov) fue un teniente general ruso y Ministro de Guerra Imperial (1904-1905).

## Biografía
Sájarov se graduó en la Academia del Estado Mayor Nikoláievskaya y sirvió en la guerra ruso-turca (1877-1878). Subsiguientemente fue nombrado Asistente del Jefe de Estado Mayor del Distrito Militar de Varsovia, después Intendente General del Distrito Militar de Varsovia, y después Jefe de Estado Mayor del Distrito Militar de Odesa. En 1898, Sájarov se convirtió en Jefe de Estado Mayor General del Ejército Imperial Ruso. 
A principios de 1904, tras el inicio de la guerra ruso-japonesa, Sájarov sucedió a Alekséi Kuropatkin como Ministro de Guerra, cuando Kuropatkin fue nombrado comandante en jefe de las fuerzas de tierra rusas en Manchuria. Sájarov permaneció en San Petersburgo a lo largo de la guerra, y tuvo poca influencia en la estrategia o tácticas del conflicto. Fue destituido del cargo por el zar Nicolás II el 21 de junio de 1905 y remplazado por el Teniente General Aleksandr Roediger el 4 de julio de 1905.
A finales de 1905, Sájarov fue enviado a la gobernación de Sarátov a restaurar el orden durante unas protestas agrarias. El 22 de noviembre de 1905, fue disparado mortalmente por la terrorista social-revolucionaria Anastasia Bitsenko en casa del gobernador de Sarátov Piotr Stolypin.
Su hermano Vladímir Víktorovich Sájarov también era un general en el Ejército Imperial Ruso.

## Condecoraciones
- Orden de San Estanislao, 3.º grado
- Orden de Santa Ana, 3.º grado con espadas (1877)
- Orden de San Estanislao, 2.º grado con espadas (1877)
- Orden de Santa Ana, 2.º grado con espadas (1878)
- Orden de San Vladimir, 4.º grado con espadas (1878)
- Orden de San Vladimir, 3.º grado con espadas (1884)
- Orden de San Estanislao, 1.º grado (1893)
- Orden de Santa Ana, 1.º grado (1896)
- Orden de San Vladimir, 2.º grado, (1901)
- Orden de la Cruz de Takovo, (1901) (Reino de Serbia)[2]
- Espada con la Orden de San Jorge, 4.º grado y diamantes (1905)